# Nicolae Stanciu
Nicolae "Nicușor" Claudiu Stanciu (phát âm tiếng Romania: [nikoˈla.e klaˈudju ˈstant͡ʃju]; sinh ngày 7 tháng 5 năm 1993), thường được biết đến với tên gọi Nicolae Stanciu, là một cầu thủ bóng đá chuyên nghiệp người Romania hiện đang thi đấu ở vị trí tiền vệ tấn công hoặc tiền vệ cánh cho câu lạc bộ Saudi Pro League Damac và là đội trưởng của đội tuyển bóng đá quốc gia Romania.
Stanciu khởi đầu sự nghiệp thi đấu chuyên nghiệp của mình trong màu áo Unirea Alba Iulia vào năm 2008, sau đó anh khoác áo thêm hai câu lạc bộ quê nhà Vaslui và Steaua București, giành được sáu danh hiệu quốc nội và tạo dựng được tên tuổi cho mình cho câu lạc bộ sau này. Năm 2016, anh chuyển sang khoác áo cho Anderlecht, giành được giải quốc nội và Belgian Super Cup cùng với đồng đội. Sau một quãng thời gian thi đấu cho Sparta Prague và Al-Ahli, anh trở lại với đỉnh cao sự nghiệp khi gia nhập Slavia Prague và cùng đồng đội giành được các danh hiệu quốc nội và Czech Cup trong hai mùa giải đầu tiên. Năm 2022, anh chuyển sang thi đấu tại Trung Quốc trong màu áo Wuhan Three Towns và sau đó khoác áo cho Damac từ năm 2023.
Là tuyển thủ của đội tuyển Romania, Stanciu có trận ra mắt chuyên nghiệp lần đầu vào năm 2016 trong trận thắng 1–0 trước đội tuyển Litva, sau khi anh đã từng thi đấu ở các cấp độ U-19 và U-21. Anh đại diện cho đất nước của mình tham dự hai kỳ UEFA Euro vào các năm 2016 và 2024.

## Thống kê sự nghiệp

### Câu lạc bộ
Tính đến ngày 17 tháng 5 năm 2024
| Câu lạc bộ          | Mùa giải            | Giải đấu             | Giải đấu | Giải đấu | Cúp quốc gia | Cúp quốc gia | Cúp liên đoàn | Cúp liên đoàn | Châu lục | Châu lục | Khác | Khác | Tổng cộng | Tổng cộng | Tổng cộng |
| Câu lạc bộ          | Mùa giải            | Hạng                 | Trận     | Bàn      | Trận         | Bàn          | Trận          | Bàn           | Trận     | Bàn      | Trận | Bàn  | Trận      | Bàn       |           |
| ------------------- | ------------------- | -------------------- | -------- | -------- | ------------ | ------------ | ------------- | ------------- | -------- | -------- | ---- | ---- | --------- | --------- | --------- |
| Unirea Alba Iulia   | 2007–08             | Liga II              | 1        | 0        | 0            | 0            | —             | —             | —        | —        | —    | —    | 1         | 0         |           |
| Unirea Alba Iulia   | 2008–09             | Liga II              | 2        | 0        | 2            | 0            | —             | —             | —        | —        | —    | —    | 4         | 0         |           |
| Unirea Alba Iulia   | 2009–10             | Liga I               | 5        | 0        | 0            | 0            | —             | —             | —        | —        | —    | —    | 5         | 0         |           |
| Unirea Alba Iulia   | 2010–11             | Liga II              | 26       | 2        | 2            | 0            | —             | —             | —        | —        | —    | —    | 28        | 2         |           |
| Unirea Alba Iulia   | 2011–12             | Liga II              | 2        | 1        | —            | —            | —             | —             | —        | —        | —    | —    | 2         | 1         |           |
| Unirea Alba Iulia   | Tổng cộng           | Tổng cộng            | 36       | 3        | 4            | 0            | —             | —             | —        | —        | —    | —    | 40        | 3         |           |
| Vaslui              | 2011–12             | Liga I               | 16       | 1        | 3            | 0            | —             | —             | 0        | 0        | —    | —    | 19        | 1         |           |
| Vaslui              | 2012–13             | Liga I               | 31       | 1        | 1            | 0            | —             | —             | 4        | 1        | —    | —    | 36        | 2         |           |
| Vaslui              | Tổng cộng           | Tổng cộng            | 47       | 2        | 4            | 0            | —             | —             | 4        | 1        | —    | —    | 55        | 3         |           |
| Steaua București    | 2013–14             | Liga I               | 29       | 5        | 2            | 0            | —             | —             | 12       | 1        | 1    | 0    | 44        | 6         |           |
| Steaua București    | 2014–15             | Liga I               | 28       | 6        | 5            | 1            | 1             | 0             | 9        | 2        | 1    | 0    | 44        | 9         |           |
| Steaua București    | 2015–16             | Liga I               | 28       | 12       | 4            | 1            | 2             | 0             | 4        | 1        | 1    | 0    | 39        | 14        |           |
| Steaua București    | 2016–17             | Liga I               | 5        | 1        | 0            | 0            | 0             | 0             | 4        | 3        | —    | —    | 9         | 4         |           |
| Steaua București    | Tổng cộng           | Tổng cộng            | 90       | 24       | 11           | 2            | 3             | 0             | 29       | 7        | 3    | 0    | 136       | 33        |           |
| Anderlecht          | 2016–17             | Belgian Pro League   | 24       | 4        | 2            | 0            | —             | —             | 12       | 4        | —    | —    | 38        | 8         |           |
| Anderlecht          | 2017–18             | Belgian Pro League   | 10       | 1        | 1            | 0            | —             | —             | 3        | 0        | 1    | 0    | 15        | 1         |           |
| Anderlecht          | Tổng cộng           | Tổng cộng            | 34       | 5        | 3            | 0            | —             | —             | 15       | 4        | 1    | 0    | 53        | 9         |           |
| Sparta Prague       | 2017–18             | Czech First League   | 14       | 6        | —            | —            | —             | —             | —        | —        | —    | —    | 14        | 6         |           |
| Sparta Prague       | 2018–19             | Czech First League   | 17       | 4        | 1            | 0            | —             | —             | 2        | 0        | —    | —    | 20        | 4         |           |
| Sparta Prague       | Tổng cộng           | Tổng cộng            | 31       | 10       | 1            | 0            | —             | —             | 2        | 0        | —    | —    | 34        | 10        |           |
| Al-Ahli             | 2018–19             | Saudi Pro League     | 10       | 2        | 0            | 0            | —             | —             | —        | —        | 4    | 1    | 14        | 3         |           |
| Slavia Prague       | 2019–20             | Czech First League   | 31       | 4        | 1            | 0            | —             | —             | 8        | 0        | —    | —    | 40        | 4         |           |
| Slavia Prague       | 2020–21             | Czech First League   | 30       | 12       | 3            | 1            | —             | —             | 12       | 3        | —    | —    | 45        | 16        |           |
| Slavia Prague       | 2021–22             | Czech First League   | 16       | 3        | 2            | 3            | —             | —             | 9        | 0        | —    | —    | 27        | 6         |           |
| Slavia Prague       | Tổng cộng           | Tổng cộng            | 77       | 19       | 6            | 4            | —             | —             | 29       | 3        | 0    | 0    | 112       | 26        |           |
| Wuhan Three Town    | 2022                | Chinese Super League | 27       | 10       | 0            | 0            | –             | –             | –        | –        | –    | –    | 27        | 10        |           |
| Wuhan Three Town    | 2023                | Chinese Super League | 24       | 1        | 1            | 0            | –             | –             | –        | –        | 1    | 0    | 26        | 1         |           |
| Wuhan Three Town    | Tổng cộng           | Tổng cộng            | 51       | 11       | 1            | 0            | –             | –             | –        | –        | 1    | 0    | 53        | 11        |           |
| Damac               | 2023–24             | Saudi Pro League     | 27       | 4        | 2            | 2            | –             | –             | –        | –        | –    | –    | 29        | 6         |           |
| Damac               | 2024–25             | Saudi Pro League     | 27       | 5        | 1            | 0            | –             | –             | –        | –        | –    | –    | 28        | 5         |           |
| Damac               | Tổng cộng           | Tổng cộng            | 54       | 9        | 3            | 2            | –             | –             | –        | –        | –    | –    | 57        | 11        |           |
| Tổng cộng sự nghiệp | Tổng cộng sự nghiệp | Tổng cộng sự nghiệp  | 430      | 85       | 33           | 8            | 3             | 0             | 79       | 15       | 9    | 1    | 554       | 109       |           |

1. ↑  Bao gồm Cupa României, Belgian Cup, Czech Cup, King Cup, Chinese FA Cup
2. ↑  Bao gồm Cupa Ligii
3. ↑  2 lần ra sân tại UEFA Champions League, 2 lần ra sân và 1 bàn thắng UEFA Europa League
4. 1 2 3 4  Ra sân tại UEFA Champions League
5. 1 2 3  Ra sân tại Supercupa României
6. ↑  6 lần ra sân và 2 bàn thắng tại UEFA Champions League, 3 lần ra sân tại UEFA Europa League
7. ↑  2 lần ra sân và 1 bàn thắng tại UEFA Champions League, 2 lần ra sân tại UEFA Europa League
8. 1 2  Ra sân tại UEFA Europa League
9. ↑  Ra sân tại Belgian Super Cup
10. ↑  Ra sân tại Arab Club Champions Cup
11. ↑  2 lần ra sân tại UEFA Champions League, 10 lần ra sân và 3 bàn thắng UEFA Europa League
12. ↑  2 lần ra sân tại UEFA Champions League, 2 lần ra sân tại UEFA Europa League, 5 lần ra sân tại UEFA Europa Conference League
13. ↑  Ra sân tại Chinese FA Super Cup

### Quốc tế
Tính đến ngày 2 tháng 7 năm 2024
| Đội tuyển quốc gia | Năm       | Trận | Bàn |
| ------------------ | --------- | ---- | --- |
| România            | 2016      | 11   | 5   |
| România            | 2017      | 8    | 1   |
| România            | 2018      | 9    | 4   |
| România            | 2019      | 9    | 0   |
| România            | 2020      | 6    | 0   |
| România            | 2021      | 11   | 1   |
| România            | 2022      | 2    | 0   |
| România            | 2023      | 10   | 3   |
| România            | 2024      | 8    | 1   |
| Tổng cộng          | Tổng cộng | 74   | 15  |

Bàn thắng và kết quả của România được để trước.
| #  | Ngày                 | Địa điểm                                                | Số trận | Đối thủ    | Bàn thắng | Kết quả | Giải đấu                      |
| -- | -------------------- | ------------------------------------------------------- | ------- | ---------- | --------- | ------- | ----------------------------- |
| 1  | 23 tháng 3 năm 2016  | Sân vận động Marin Anastasovici, Giurgiu, România       | 1       | Litva      | 1–0       | 1–0     | Giao hữu                      |
| 2  | 25 tháng 5 năm 2016  | Sân vận động Giuseppe Sinigaglia, Como, Ý               | 3       | CHDC Congo | 1–0       | 1–1     | Giao hữu                      |
| 3  | 29 tháng 5 năm 2016  | Sân vận động Olimpico Grande Torino, Turin, Ý           | 4       | Ukraina    | 3–4       | 3–4     | Giao hữu                      |
| 4  | 3 tháng 6 năm 2016   | Arena Națională, Bucharest, România                     | 5       | Gruzia     | 3–0       | 5–1     | Giao hữu                      |
| 5  | 8 tháng 10 năm 2016  | Sân vận động Cộng hòa Vazgen Sargsyan, Yerevan, Armenia | 9       | Armenia    | 4–0       | 5–0     | Vòng loại FIFA World Cup 2018 |
| 6  | 13 tháng 6 năm 2017  | Cluj Arena, Cluj-Napoca, România                        | 14      | Chile      | 2–2       | 3–2     | Giao hữu                      |
| 7  | 24 tháng 3 năm 2018  | Sân vận động Netanya, Netanya, Israel                   | 20      | Israel     | 1–1       | 2–1     | Giao hữu                      |
| 8  | 31 tháng 5 năm 2018  | Sportzentrum Graz-Weinzödl, Graz, Áo                    | 22      | Chile      | 1–0       | 3–2     | Giao hữu                      |
| 9  | 10 tháng 9 năm 2018  | Sân vận động Partizan, Belgrade, Serbia                 | 24      | Serbia     | 1–1       | 2–2     | UEFA Nations League 2018–19   |
| 10 | 17 tháng 11 năm 2018 | Sân vận động Ilie Oană, Ploiești, România               | 27      | Litva      | 3–0       | 3–0     | UEFA Nations League 2018–19   |
| 11 | 2 tháng 9 năm 2021   | Laugardalsvöllur, Reykjavík, Iceland                    | 48      | Iceland    | 2–0       | 2–0     | Vòng loại FIFA World Cup 2022 |
| 12 | 28 tháng 3 năm 2023  | Arena Națională, Bucharest, România                     | 58      | Belarus    | 1–0       | 2–1     | Vòng loại UEFA Euro 2024      |
| 13 | 12 tháng 9 năm 2023  | Arena Națională, Bucharest, România                     | 62      | Kosovo     | 1–0       | 2–0     | Vòng loại UEFA Euro 2024      |
| 14 | 15 tháng 10 năm 2023 | Arena Națională, Bucharest, România                     | 64      | Andorra    | 1–0       | 4–0     | Vòng loại UEFA Euro 2024      |
| 15 | 17 tháng 6 năm 2024  | Allianz Arena, Munich, Đức                              | 71      | Ukraina    | 1–0       | 3–0     | UEFA Euro 2024                |